# 黄澄澄
黄澄澄（1985年2月9日—），四川达州人，中国大陆话剧和影视男演员，曾任中国人民解放军空军政治部话剧团演员，现就职于中国人民解放军空军政治部电视艺术中心。2005年首次登上话剧舞台，在林兆华的话剧《梦的戏剧》中饰演一名说四川话的玻璃工；2007年参演军旅情景喜剧《炊事班的故事3》后正式进入演艺圈，代表作有电视剧《新世界》、《赘婿》等。

## 影视作品

### 电影
- 2019年：《狄仁杰之天神下凡》
- 2022年：《火锅之王》饰演 巩火
- 2023年：《照明商店》饰演 李增宝

### 电视剧
- 2007年：《炊事班的故事3》饰演 小黄
- 2011年：《大学生士兵的故事》饰演 刘干事
- 2011年：《拉手帮》饰演 包拯
- 2012年：《最后一枪》饰演 小滴溜
- 2013年：《大学生士兵的故事2》饰演 刘干事
- 2014年：《新闺蜜时代》饰演 王义
- 2015年：《白云飘飘的年代》饰演 郑开渠
- 2015年：《诡案》饰演 张宝
- 2016年：《饮食男女》饰演 诸葛南
- 2017年：《火锅传奇》饰演 曾宝玉
- 2017年：《绝密543》饰演 林华兵
- 2018年：《乱世危情》饰演 杨小八
- 2020年：《新世界》饰演 小耳朵
- 2021年：《赘婿》（网络剧）饰演 李贫
- 2021年：《你是我的榮耀》饰演 沙包
- 2022年：《幸福二重奏》饰演 焦玉峰
- 2022年：《假日暖洋洋2》饰演 黄毛
- 2022年：《胆小鬼》（网络剧）饰演 刘德松
- 2022年：《风吹半夏》饰演 陈宇宙
- 2022年：《县委大院》饰演 袁浩
- 2023年：《我的女友们》饰演 大哥
- 2023年：《卧底警花》饰演 猴子
- 2023年：《欢颜》饰演 郭副官
- 2023年：《欢迎来到麦乐村》饰演 丁凯
- 2024年：《侦察英雄》饰演 齐禄
- 2024年：《與鳳行》饰演 王宝
- 2024年：《风中的火焰》（网络剧）饰演 雷富贵
- 待定：《八千里路云和月》
- 待定：《四喜》